# Louis Pillet
Pour les articles homonymes, voir Pillet.
Louis Pillet, né le 9 mai 1819 à Chambéry (Duché de Savoie) et mort le 16 janvier 1895 à Chambéry (Savoie, France), est un avocat, qui fut quatre fois Président de l'Académie des sciences, belles-lettres et arts de Savoie.

## Biographie
Louis Pillet est né le 9 mai 1819 à Chambéry, dans le duché de Savoie. Sa famille était originaire du Pontet, dans la vallée des Huiles.
Élevé dans un milieu d'avocats au Sénat de Savoie (père et aïeuls), il entreprend des études de droit, tout comme ses deux frères aînés, et obtient son Doctorat en 1841. Il prête serment trois ans plus tard, à la Cour d'Appel de Chambéry.
En 1848, il devient directeur des études pour le Collège national de Chambéry.
Il possède toutefois une curiosité pour la géologie, tout comme son oncle Claude-Marie Pillet (1771-1826), qui fut également avocat et érudit dans les sciences,. Il publie ainsi de nombreux articles dans la revue de la Société d'histoire naturelle de la Savoie. Il en est d'ailleurs membre, avant d'en être le secrétaire, le trésorier puis le vice-président. Il est conservateur de Géologie et de Minéralogie au Muséum d'histoire naturelle de Chambéry,.

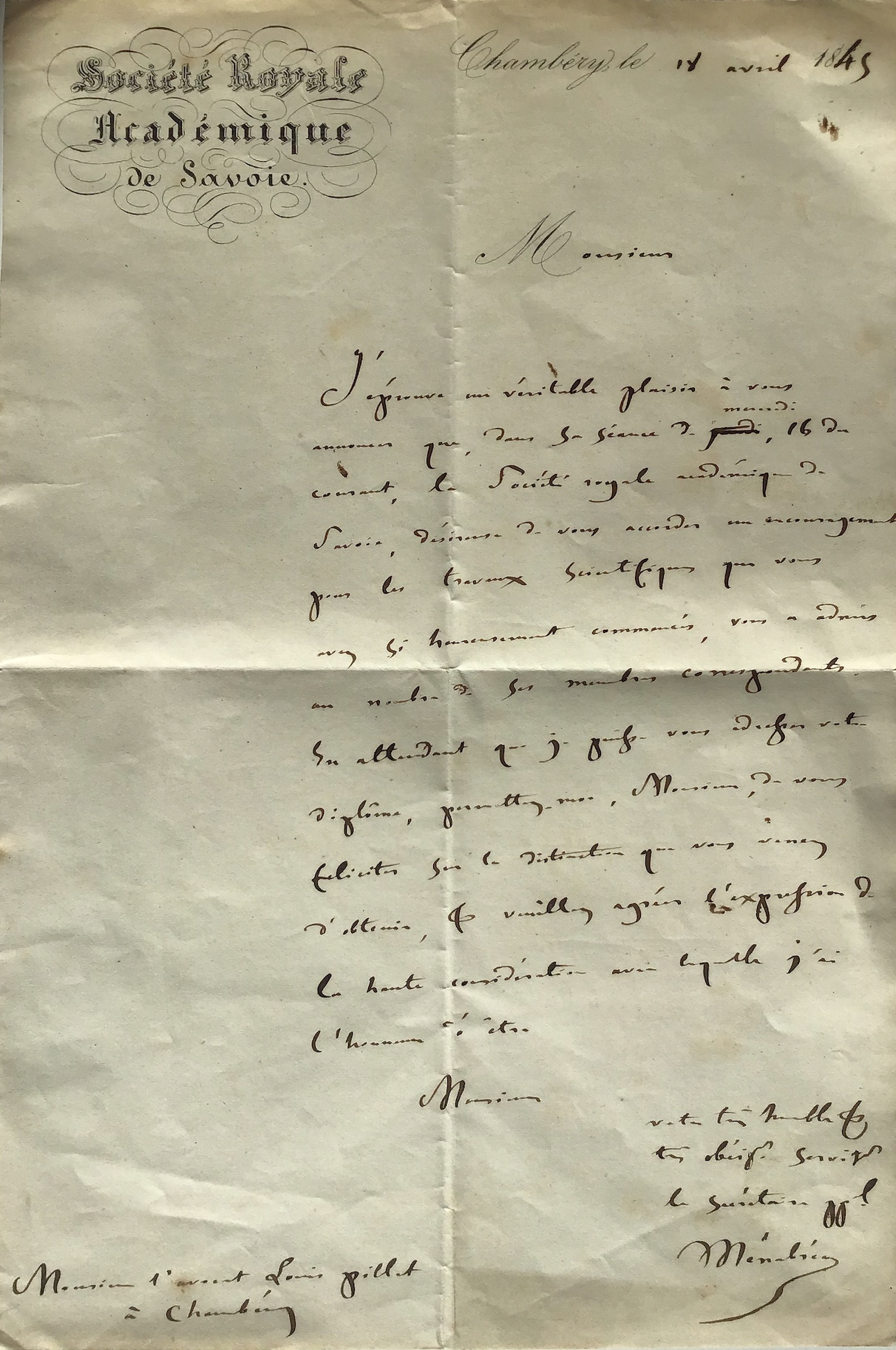
Nomination de Louis Pillet, membre correspondant de la Société Royale Académique de Savoie, future Académie des sciences, belles-lettres et arts de Savoie.

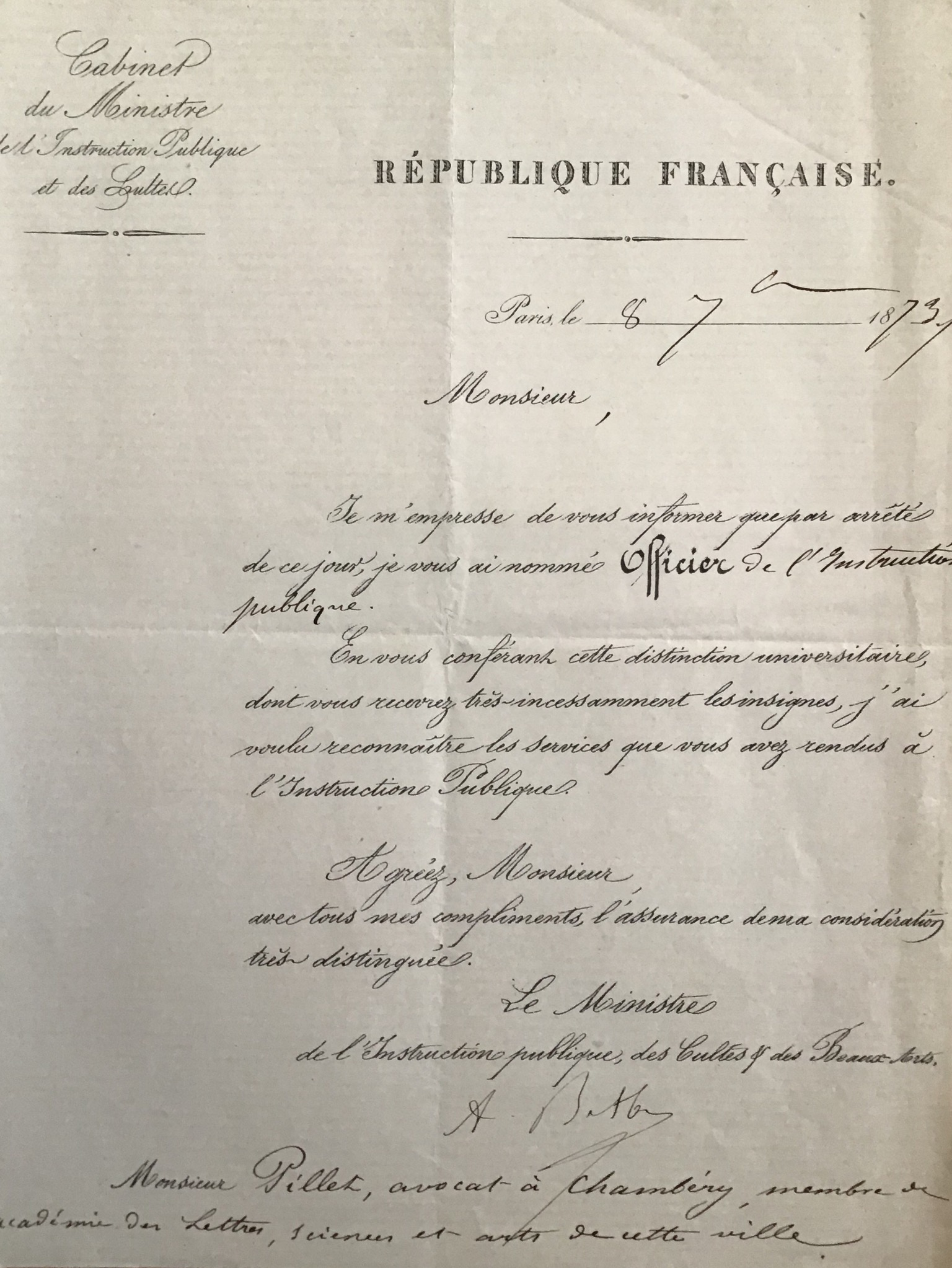
Nomination de Louis Pillet, officier de l'instruction publique.

Ses activités l'amènent à devenir membre de la Société d'histoire et d'archéologie de Maurienne depuis le 6 mars 1866. Il est reçu « membre correspondant » de la Société Royale Académique de Savoie, qui deviendra ultérieurement l'Académie des sciences, belles-lettres et arts de Savoie, le 18 avril 1845. Il en devient « membre agrégé », le 8 février 1850, et, 4 ans plus tard, « titulaire ». Son discours de réception a pour sujet « Le terrain anthracifère de la Savoie ». Son frère, le chanoine Humbert (1812-1851), qui fut vicaire général du diocèse de Chambéry, précepteur des princes de Savoie, est lui aussi membre de cette Académie. 
Louis Pillet est plusieurs fois président de l'Académie des sciences, belles-lettres et arts de Savoie, d'abord de 1873 à 1876 ; puis de 1877 à 1879 ; une troisième fois de 1881 à 1886 et, enfin, de 1892 à 1894.
Il est fait Officier de l'Instruction publique et chevalier de l'ordre des Saints-Maurice-et-Lazare.

## Publications
- Articles publiés dans les Mémoires de l'Académie de Savoie.
- Histoire de l'Académie des sciences, belles-lettres et arts de Savoie, de 1820 à 1860, suivie des tables des trente-six premiers volumes des mémoires et des six premiers volumes de documents, impr. savoisienne Chambéry, 1891, 343 pages (lire en ligne sur Gallica) ;
- Nouvelle description géologique et paléontologique de la colline de Lémenc sur Chambéry, 1886 ;
- Les Savoyards chez eux et chez les autres, discours de réception prononcé à l'Académie des sciences, belles-lettres et arts de Savoie, dans la séance solennelle du 19 avril 1883 ;
- Description géologique et paléontologique de la colline de Lémenc sur Chambéry, 1875 ;
- Description géologique des environs de Chambéry, 1865 ;
- Description géologique des environs d'Aix, 1863.
- Etude sur les terrains quaternaires de l’arrondissement de Chambéry, imprimerie Châtelain à Chambéry,1883.
- Petite chronique d’un habitant d’Annecy de 1598 à 1628, imprimerie Châtelain à Chambéry, 1885.
- Cailloux exotiques du bassin aixois, imprimerie Aimé Perrissin à Annecy, 1880.
- Erythronium, dens canis, Imprimerie Nouvelle à Chambéry, 1893.
- Auteur anonyme de La vie de Laurence Guittaud, fondatrice de la Maison du Bon Pasteur à Chambéry.